# Zlynkovskij rajon
Lo Zlynkovskij rajon (in russo Злынковский район?) è un rajon dell'Oblast' di Brjansk, nella Russia europea; il capoluogo è Zlynka. Istituito nel 1929, ricopre una superficie di 735 chilometri quadrati e nel 2010 ospitava una popolazione di 13.093 abitanti.